# Андрија Радуловић (песник)
Андрија Радуловић (Подгорица, 1970) је песник, есејиста и антологичар.

## Биографија
Поезија Андрије Радуловића превођена је на: руски, енглески, бугарски, италијански, румунски, шпански, грчки, мађарски, арапски, дански, словеначки, македонски, пољски, шведски, украјински, француски, белоруски, немачки, хебрејски, чешки, словачки, турски, свахили, бенгалски и јерменски језик.
О поезији Андрије Радуловића писали су велики домаћи и страни писци, књижевни критичари и универзитетски професори, између осталих Матија Бећковић, Александар Секулић, Миодраг Ћупић, Драгомир Брајковић, Срба Игњатовић, Драган Јовановић Данилов, Саша Радојчић, Милан Ненадић, Жарко Команин, Алек Вукадиновић, Желидраг Никчевић, Жарко Ђуровић, Илија Лакушић, Милорад Симуновић, Драго Перовић, Лидија Томић, Клеопатра Либери, Сергеј Гловјук, Будимир Дубак, Александар Ћуковић и многи други.
Образовање је стекао на Универзитету Црне Горе и Новосадском универзитету. Уређивао је часописе Удружења књижевника Црне Горе „Књижевни запис“ и „Сквер“. Члан је Удружења књижевника Црне Горе и један од оснивача Књижевног друштва „Његош”.
Био је председник Жирија за додјелу књижевних награда „Марко Миљанов“, „Миодраг Ћупић“ и за додјелу Државне награде „Октоих“ за изузетне резултате у области васпитања и образовања. Био је председник Одбора за међународну сарадњу Удружења књижевника Црне Горе ( 2005- 2015 ) и потпредсједник Фондације за књижевност и културу "Миодраг и Бранка Ћупић - Подгорица (2011—2021).
Представник је Црне Горе у Програмском савету Форума словенских култура, међународне организације која промовише очување културних вредности и традиције на простору словенских земаља.
Члан је Одбора за књижевност Црногорске академије наука и умјетности.
Поезију Андрије Радуловића објављују познати регионални, европски и свјетски часописи, новине и листови  попут: Modern Poetry in Translation (Лондон), Поетикс (Атина), Независна новина (Москва), Нови живот (Јерусалим), Политика (Београд), Летопис матице српске (Нови Сад), Поезија данас (Варшава), Литерарни свијет (Софија), Карукатха (Калкута), Пјесник (Лондон), Српски књижевни лист (Београд), Могућности (Сплит), Дијалози (Марибор), Родна Ладога (Санкт Петербург), Литерарна Канада (Торонто), Повеља (Краљево), Младост (Москва), Вечерње новости (Београд), Стварање (Подгорица), Поезија (Јаши), Књижевне новине (Београд), Ода (Хале, Њемачка),Тесте (Француска), Херберк (Чешка), Песничке новине (Скадарлија, Београд), Поезија (Загреб), Поља (Нови Сад), Савременик (Београд), Лирикон (Велење), Златна греда (Нови Сад), Дан (Подгорица), Српски преглед (Бања Лука), Вијести (Подгорица), Пулс (Софија), Видело (Македонија), Траг (Врбас), Књижевни магазин (Београд), Проти цитата (Атина), Књижевник (Бања Лука) итд.
Учесник је великог броја међународних фестивала поезије, као и научног скупа о Петру II Петровићу Његошу на Филолошком факултету државног Универзитета у Санкт Петербургу 2001. године.
Андрија Радуловић се бави шахом. Идејни творац је Шаховског клуба "Просвјета" из Подгорице, и био је први капитен клуба, који се данас такмичи у Премијер лиги. Има титулу мајсторског кандидата и звање учитељ шаха.

### Лични живот
Песников отац Михаило Радуловић био је учитељ, а мајка Десанка (рођена Ивановић) професорица. Радуловићи воде порекло из Старе Црне Горе од кнеза Радула који је дошао са Чева у Комане. Песников огранак на шире братство  су Милошевићи, а на уже Радовићи по Раду Станкову, члану Гвардије Владике Рада.
Песников прадеда Милош Митров Радуловић (1861, Комани – 1913, Скадар) артиљеријски официр црногорске војске, прешао је у Спуж на војну службу.
Крсна слава Радуловића је Аранђеловдан.

## Критички осврти
- "Андрија Радуловић је нема збора, промишљен мајстор лирског умећа што подједнако подразумева сажетост, брзорекост и притајену, ненаметљиву поетску нарацију." — Срба Игњатовић
- "Радуловић доследно бира најтеже и најсложеније путеве кроз поетско сагледавање људске егзистенције." — Желидраг Никчевић
- "У својим слободним стиховима Андрија Радуловић гледа на свијет преко незаборавне културне историје, спајајући муњевито својом поетском фантазијом различита историјска и преломна времена. Тако се рађа истинска дуга смисла." — Вјачеслав Купрјанов (Русија)
- "Радуловићева књига Звоно-мајсторски саздана поема од љепоте, бола и трагике људи црногорског крша-одзвања у нама као ехо музике која, кроз ово стиховано свједочанство,бруји из тамних дубина простора и времена." Миодраг Ћупић
- "Усвојивши елементе модернизма, успио је да да свој лични печат једном занимљивом уметничком стваралаштву. Његово стваралаштво упућује на питања савршености и хармоничности, која је са собом донела европска чиста поезија." — Клеопатра Либери  (Грчка)
- "Поздрављам те Андрија Радуловићу! Добродошао у велелепни језик Еминескуа." — Проф.др Ђорђе Коанда (Румунија)
- "Језик којим Радуловић пева је снован и соноран. Њиме песник као да узима отиске упеваних и опеваних слика, које је у сну видео и крунисао их у метафоре, које сведоче искреност и непоновљивост доживљаја. Том стваралачком слободом влада закон љубави према хармонији коју преслаже стваралачка имагинација Андрије Радуловића. У тој авантури свежина језичког жара износи на вулканску површину таласе пробуђених дубоких магнета који владају међу речима. И та свежина озари слух и пробуди читалачку радост." — Благоје Баковић
- "Судећи по досад објављеним књигама, по њиховом одјеку код нас и у иностранству (не треба заборавити да је овај пјесник превођен и сврставан у врло строге и репрезентативне изборе и антологије), Андрија Радуловић припада оној ријеткој групи која не одустаје и која, гоњена  унутрашњим пламеном, објашњава свој случај на пјеснички оригиналан начин. У том страсном робијању ријечима долази и до самосвојних сазнања и до другачијих именовања  и гонетања живота и појава свакидашњих." — Милан Ненадић
- "Има неке лијепе словенске трагике у стиховима Андрије Радуловића, има чаробњаштва и снијежног твораштва у чудесном свијету ове азбуке која заводи непоновљивом љепотом и високом умјетношћу ријечи." — Проф.др Владимир Секулић
- "Његове песме су пуне живота и апсолутне слободе." — Жири за награду Носиде (Унеско), Италија

## Награде и признања
- Награда „Марко Миљанов”, за књигу Звоно, 2009.
- Награда „Кочићево Перо”[7]
- Борис Корнилов (Санкт Петербург, Русија)
- Балканика (Румунија)
- Награда „Печат вароши сремскокарловачке”, за књигу песама Генерал и ласта, 2022.[8]
- Носиде (Унеско, Италија)[9]
- Божидар Вуковић Подгоричанин
- Симо Матавуљ (Београд)
- Златно перо Русије (Москва)
- Прва награда Видовданског сајма књига у Подгорици
- Наџи Наман (Либан)
- Златна значка КПЗ Србије
- Грамата Литерарног музеја Бугарске
- Вукова повеља
- Тверска грамата
- Повеља Аниноаса (Румунија)
- Радоје Домановић, (Београд)
- Награда „Небојша Деветак”, за поезију објављену у часопис „Траг”, 2022.[10]
- Награда Општине Даниловград „9. децембар” 2023.[11]
- Тринаестојулска награда [12]